# Claas Dieter Knoop
Claas Dieter Knoop (* 18. März 1945 in Bremen) ist ein pensionierter deutscher Diplomat und war von 2006 bis 2010 Botschafter der Bundesrepublik Deutschland in Äthiopien und Dschibuti sowie Ständiger Vertreter Deutschlands bei der Afrikanischen Union mit Beobachterstatus.

## Leben
Nach dem Studium der Rechtswissenschaften promovierte er 1974 an der Universität Göttingen zum Dr. iur. und war von 1975 bis 1976 Wissenschaftlicher Mitarbeiter an der Universität Göttingen. Nach dem Eintritt in den Auswärtigen Dienst 1976 folgten zunächst Auslandsverwendungen an der Botschaft in Neuseeland, der Ständigen Vertretung bei der EG in Brüssel sowie im Auswärtigen Amt in Bonn.
1988 bis 1991 war er Leiter der Wirtschaftsabteilung bei der Botschaft in Südafrika sowie anschließend bis 1995 stellvertretender Leiter eines Referates im Auswärtigen Amt. Nach zwei Jahren als Ständiger Vertreter des Botschafters in Thailand wurde er 1997 Referatsleiter im Auswärtigen Amt. 2001 wechselte er 19 Jahre nach seinem ersten Einsatz wieder an die  Ständige Vertretung bei der EU in Brüssel und wurde dort stellvertretender Leiter der Politischen Abteilung bis 2006. Danach war Botschafter in Äthiopien.
Nach seiner Pensionierung (2010) übernahm Knoop von November 2012 bis Juni 2014 im Auftrag des Auswärtigen Amts und des Bundesministeriums für wirtschaftliche Zusammenarbeit und Entwicklung/BMZ die Vertretung des deutschen Ko-Vorsitzes für die Partnerschaft "Democratic Governance, Human Rights and Culture" im Rahmen der Strategischen Partnerschaft Europa-Afrika. Als Partner des Beratungsunternehmens "DiploConsult" führte er Ende 2015 in Mauritius ein Ausbildungsprojekt für die Regierung von Mauritius aus. Im März 2016 übernahm Knoop im Auftrag des "Senior Expert Service/SES" in Zusammenarbeit mit der Deutschen Welle ein Fortbildungsprojekt im Bereich Presse- und Medienfreiheit in Nairobi/Kenia.
Knoop hat seit 2010 Lehraufträge an der (privaten) Jacobs University und der Bremer Universität zu afrika- und europapolitischen Themen übernommen sowie zahlreiche Vortrags- und Seminarveranstaltungen, u. a. an der FU Berlin und der New York University Berlin in diesem Themenspektrum durchgeführt. Im September 2016 wurde Knoop von der Bremer Jacobs University zum "Adjunct Professor for International Relations" berufen. Als langjähriges Mitglied im Rednerteam der EU-Kommission ("Team Europe") nimmt er aktiv an der europapolitischen Öffentlichkeitsarbeit teil.
Knoop ist darüber hinaus aktives Mitglied in folgenden Organisationen: Deutsche Gesellschaft für Auswärtige Politik/DGAP, Politisch-Militärische Gesellschaft/PMG, Kuratorium der Deutsch-Äthiopischen Stiftung der Universität Hamburg, Kuratorium des Vereins "Pactum Africanum", Verein der Städtepartnerschaft Leipzig-Addis Abeba, Transparenzgremium der Stiftung Menschen für Menschen, Business Advisory Council der äthiopischen Botschaft in Berlin, Club zu Bremen, Wagner-Gesellschaft Leipzig.

## Veröffentlichungen (seit 2002 )
- Kompetenzverteilung zwischen EU und den Mitgliedstaaten, in: Schriftenreihe Europäisches Recht, Politik und Wirtschaft, Nomos Verlag, Baden-Baden, 2002. Licht in das Dunkel der mächtigen Räte, in: europe infos no.38, Mai 2002.
- Der Aufbau des Europäischen Auswärtigen Dienstes, in: Denkwürdigkeiten, Journal der Politisch-Militärischen Gesellschaft/PMG, Nr.19, 2004.
- Der Außenminister der Europäischen Union und der Europäische Auswärtige Dienst – Grundlagen im Europäischen Verfassungsvertrag, in: Reinhard Hendler/Martin Ibler/José Martinez Soria (Hrsg.): Für Sicherheit, für Europa: Festschrift für Volkmar Götz zum 70. Geburtstag. 2005, S. 93 ff.
- Anmerkungen zur politischen Lage am Horn von Afrika, in: Denkwürdigkeiten, Nr.33, 2006; auch in: International Security Network der ETH Zürich.
- Africa-Europe: Neighbors and Partners in the 21st Century, in: Denkwürdigkeiten, Nr.40, 2007. Democratising and Developing Ethiopia, in: Addis Abeba University/Friedrich-Ebert-Stiftung, 2009.
- Federalism and Democracy, in: Ulrich Müller-Schöll (Ed.), Democracy and the Social Question, Addis Abeba University/Friedrich-Ebert-Stiftung, 2009.
- Science and Research as Key Factors of Social and Economic Development, in: Alexander von Humboldt Stiftung, Bonn 2011.
- Die Strategische Partnerschaft zwischen der Afrikanischen Union und Europa: Stand und Perspektiven im Lichte des "arabischen Frühlings", in: Denkwürdigkeiten, Nr.78, 2012.
- The Common Security Policy Strategy of the European Union and Perspectives for Cooperation with Northeast Asia, in: KAS Journal on Contemporary Korean Affairs 2/2013.
- Die Strategische Partnerschaft Afrika-Europäische Union auf dem Prüfstand, in: International Relations and Security Network, Center for Security Studies, März 2014.
- Rechtsgrundlagen der Europäischen Einigung, in: Liebert/Wolff (Hrsg.), Interdisziplinäre Europastudien, Springer VS, Kapitel 7, 2015.